# NGC 383
NGC 383 là một thiên hà vô tuyến kép  với bề ngoài giống như một quasar nằm trong chòm sao Song Ngư. Nó được liệt kê trong "The Arp Atlas of Peculiar Galaxies" của Halton C. Arp năm 1966. Những khám phá gần đây của Đài quan sát thiên văn vô tuyến quốc gia năm 2006 cho thấy NGC 383 đang bị chia cắt bởi các electron tương đối năng lượng cao di chuyển với tốc độ tương đối cao của tốc độ ánh sáng. Những electron tương đối tính này được phát hiện dưới dạng bức xạ synchrotron trong bước sóng tia X và sóng vô tuyến. Trọng tâm của năng lượng mãnh liệt này là trung tâm thiên hà NGC 383. Các tia điện tử tương đối tính được phát hiện dưới dạng bức xạ synchrotron mở rộng cho vài nghìn phân tích và sau đó dường như tiêu tan ở hai đầu dưới dạng các bộ truyền phát hoặc dây tóc.
Có bốn thiên hà khác gần đó NGC 379, NGC 380, NGC 385 và NGC 384 bị nghi ngờ có liên quan chặt chẽ với NGC 383, cũng như một số thiên hà khác ở khoảng cách tương đối gần.
Một siêu tân tinh loại 1a, SN 2015ar, đã được phát hiện bên trong NGC 383 vào tháng 11 năm 2015.